# David Lean (atleta)
David Lean   (Launceston, 22 d'agost de 1935) és un atleta australià, ja retirat, especialista en curses de velocitat i de tanques, que va competir durant la dècada de 1950.
El 1956 va prendre part en els Jocs Olímpics de Melbourne, on va disputar dues proves del programa d'atletisme. Formant equip amb Kevan Gosper, Graham Gipson i Leon Gregory guanyà la medalla de plata en els 4x400 metres, mentre en els 400 metres tanques fou sisè.
En el seu palmarès també destaquen quatre medalles als Jocs de la Commonwealth, una d'or i dues de bronze el 1954 i una de plata el 1958. La medalla d'or aconseguida en aquests Jocs fou la primera guanyada per un atleta de Tasmània en un campionat internacional. El 1954 guanyà el campionat nacional de les 440 iardes tanques. Va establir cinc rècords australians dels 400 metres tanques i una vegada el dels 4x400 metres.

## Millors marques
- 400 metres llisos. 47.6" (1956)[1]
- 400 metres tanques. 50.34" (1958)